# Яни-Джамі
Яни-Джамі (крим. Yañı Cami) — мечеть міста Саки Євпаторійського району Автономної Республіки Крим.
Мечеть збудована за підтримки мусульман Кувейта. При мечеті діє медресе.

## Історія
В Саках було дві мечети, що були зруйновані в радянський час.
Нова мечеть, як буквально перекладається Яни Джамі, була будована в дев'яних роках минулого століття й стала символом повернення на родину депортованого кримськотатарського народу. Відкрита у 2002 році.
У свій час в мечеті було проведено перше в Криму позакласне заняття для школярів різних віросповідань на тему «Знайомство з основами мусульманської культури».
13 жовтня 2013 року невідомі підпалили мечеть. Вогонь почав поширюватися з підсобного приміщення, пожежники боролися з полум'ям близько години. За цей час встигли згоріти тераса, кімната імама і підсобні приміщення, в молитовній кімнаті теж було видно сліди пожежі. Постраждалих немає. Попередній збиток від підпалу центральної мечеті у Саках оцінюється у 500 тисяч грн.
12 грудня 2013 року релігійна громада «Яни Джамі» почала видавати перший в Україні молодіжний мусульманський журнал «MUSLIM».
Відреставрована у 2014 році, тоді ж був прибудований мінарет висотою 32 метри.

## Галерея

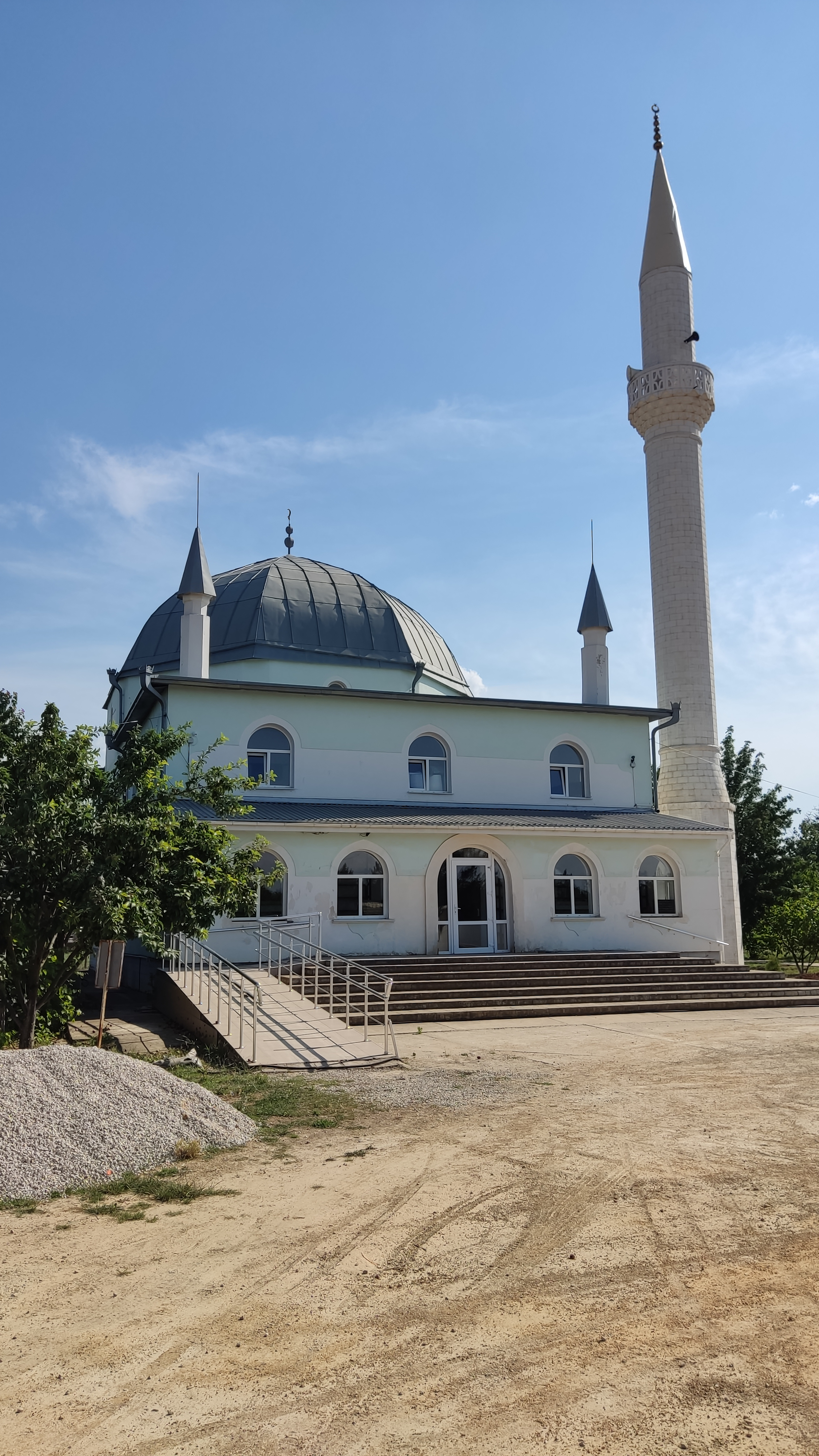
2021 рік
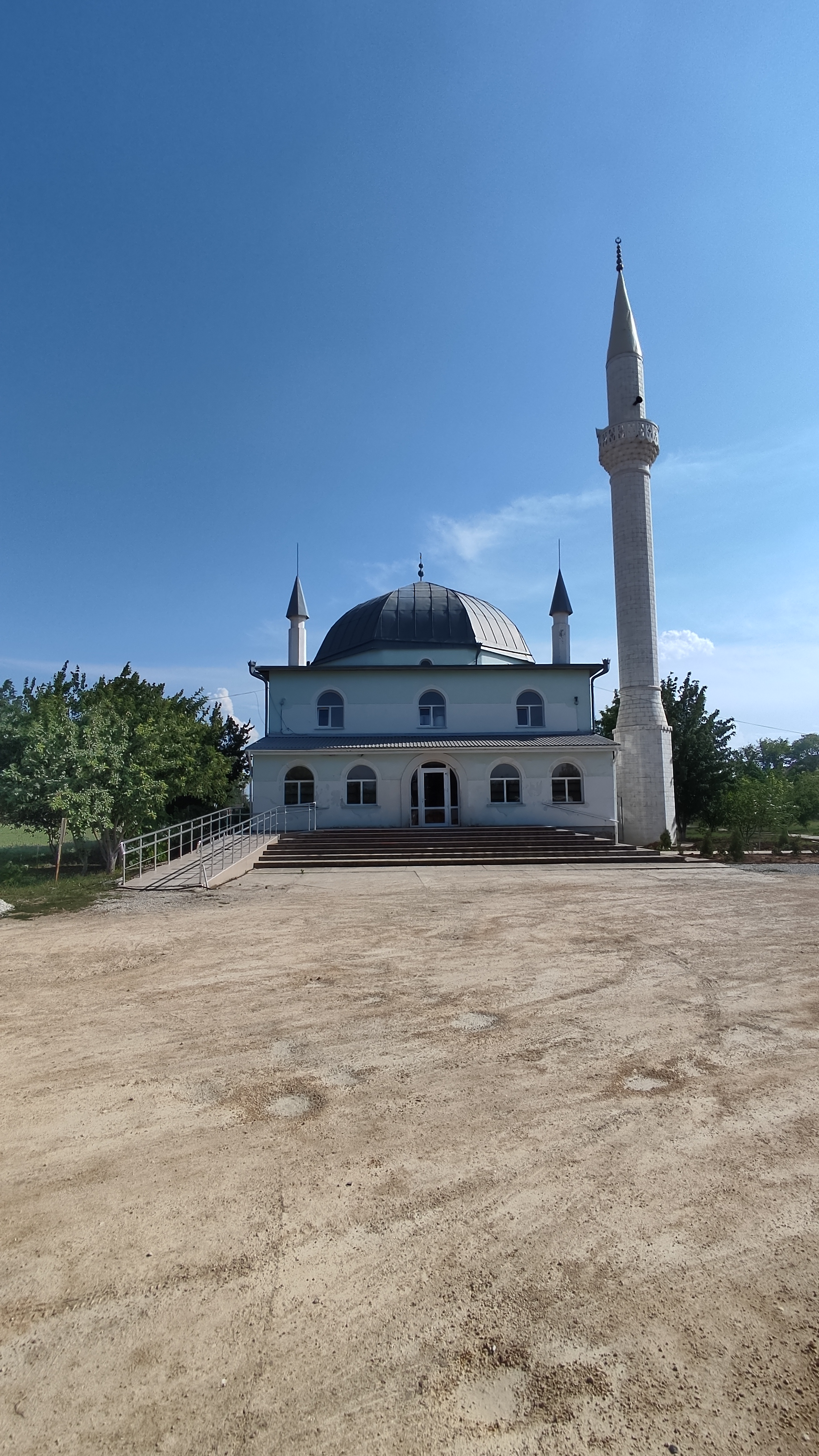
2021 рік
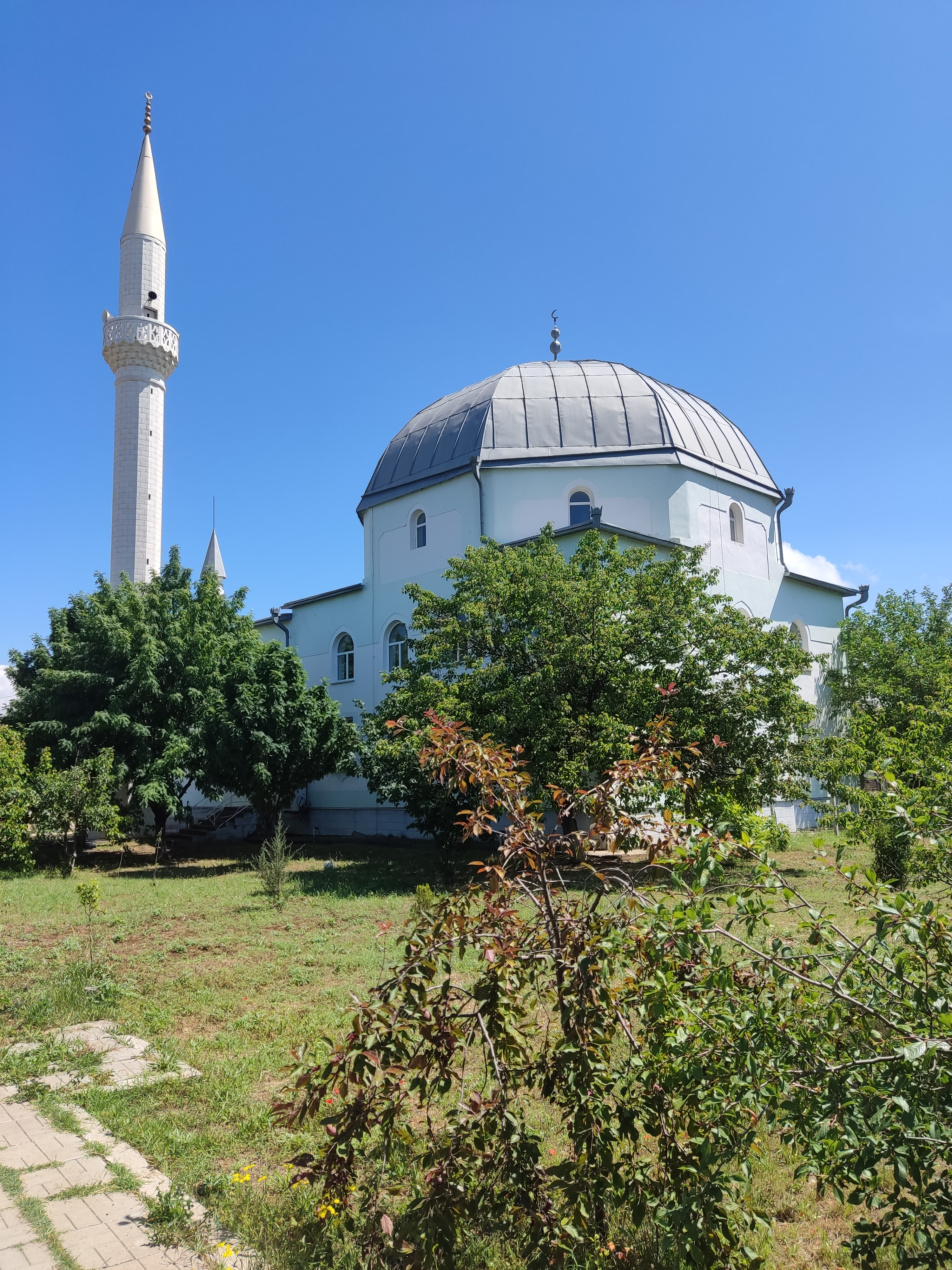
2022 рік
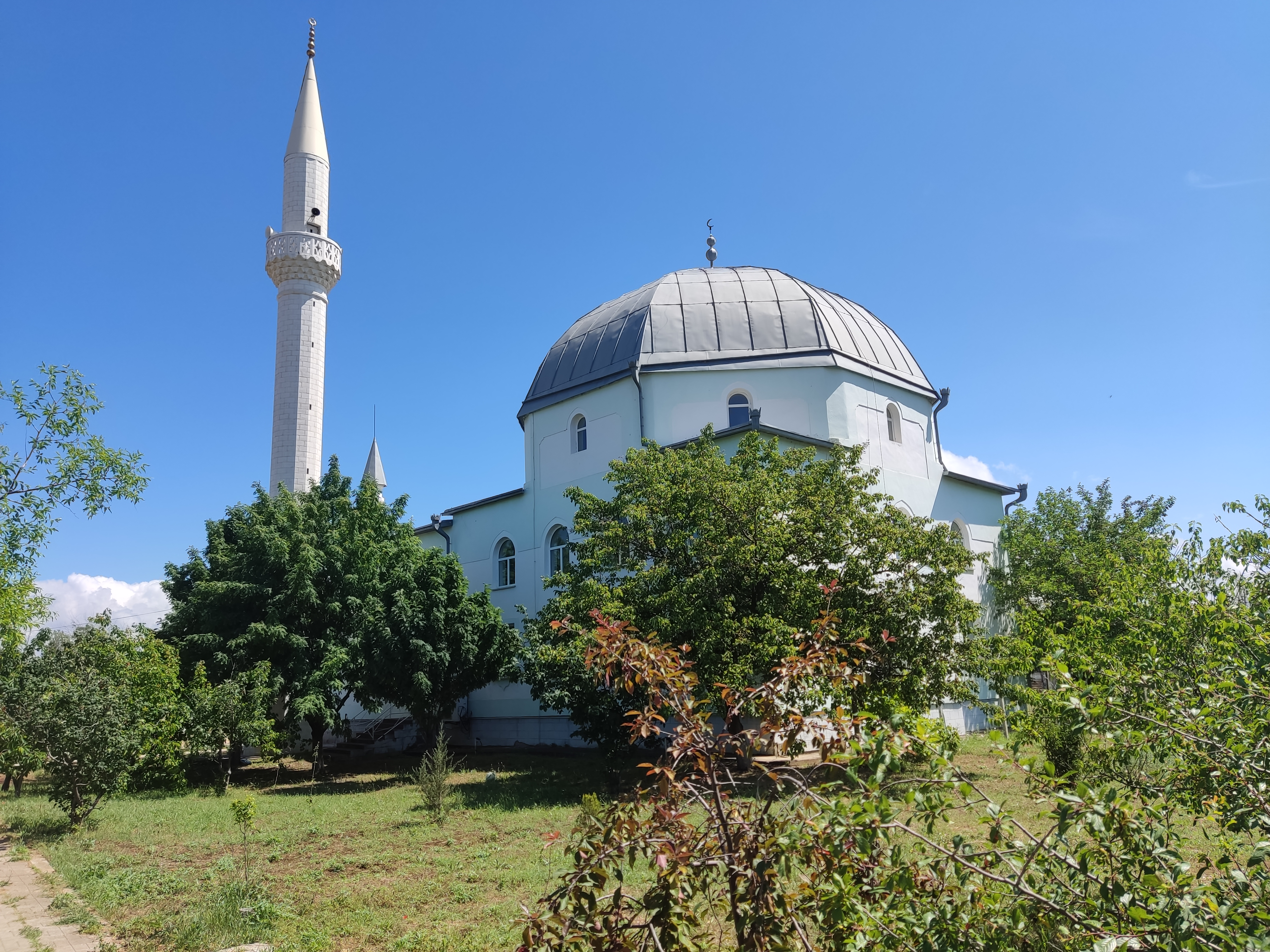
2022 рік